# Дивизия А 2015/2016
Дивизия А 2015/2016 — 25-й чемпионат 2-й молдавской футбольной лиги, который начался в августе 2015 года, и закончился в мае 2016 года.

## Участники
В сезона 2015/16 годов принимает участие 14 команд. Новыми участниками чемпионата стали клубы Искра-Сталь, ФК Унгень, Кодру Лозова, Спикул и Прут Леова, получившие право участия по результатам Дивизии Б сезона 2014/15.
| Команда        | Город         |
| -------------- | ------------- |
| Дачия-2        | Кишинёв       |
| Виктория       | Бардар        |
| Шериф-2        | Тирасполь     |
| Сфынтул Георге | Суручены      |
| Зимбру-2       | Кишинёв       |
| Интерспорт     | Новая Кобуска |
| Единец         | Единец        |
| Реал Сукчес    | Кишинёв       |
| Гагаузия       | Комрат        |
| Искра          | Рыбница       |
| Унгень         | Унгень        |
| Кодру          | Лозова        |
| Спикул         | Кишкарены     |
| Прут           | Леова         |

## Турнирная таблица
Источник